# Jeff Dewar
Jeff Dewar (Kanada, Új-Brunswick, Rothesay, 1976. május 21. –) kanadai jégkorongozó.

## Karrier
Komolyabb junor karrierjét a WHL-es Seattle Thunderbirdsben kezdte, ahol két idényt játszott. Az 1993–1994-es szezon közben a szintén WHL-es Moose Jaw Warriorsba igazolt és 1995–1996-ig játszott ebben a csapatban. A szezon közben került a WHL-es Medicine Hat Tigersbe. Az 1995-ös NHL-drafton a Dallas Stars választotta ki a hetedik kör 173. helyén. A National Hockey League-ben sosem játszott. Egy év szünet után három évet jégkorongozott a St. Thomas Egyetemen. Innen 2000–2001-be három mérkőzésre az AHL-es Saint John Flamesbe került majd leküldték a CHL-es Lubbock Cotton Kingsbe innen pedig az ECHL-es Columbia Infernóba. 2002–2004 között a Lubbock Cotton Kingsben szerepelt majd visszavonult.

## Díjai
- Calder-kupa: 2001